# Juraj Beneš
Juraj Beneš (* 2. März 1940 in Trnava; † 11. September 2004 in Bratislava) war ein slowakischer Komponist, Lehrer und Pianist. 

## Leben
Beneš studierte an der Hochschule für Musische Künste Bratislava (VŠMU) unter anderem bei Ján Cikker, der zu den bedeutendsten slowakischen Komponisten zählt. Seit 1983 unterrichtete er als Dozent an derselben Hochschule. 
Beneš orientiert sich in seinen Werken an aktuellen kompositorischen Richtungen. Sein Œuvre umfasst sämtliche Genres, wobei Beneš’ Opern eine herausragende Stellung einnehmen. Die menschliche Stimme setzt er zuweilen in Verbindung mit ungewöhnlichen Instrumentenkombinationen ein.

## Werke

### Opern
- Cisárove nové šaty (Des Kaisers neue Kleider)
- Skamenený (Versteinert)
- Hostina (Fest)
- The Players

### Weitere Vokalwerke
- Tri ženské zbory (Drei Frauenchöre)